# Aki átmegy a falon
Aki átmegy a falon, eredeti német címe Ein Mann geht durch die Wand, 1959-ben bemutatott fekete-fehér nyugatnémet filmvígjáték, Ladislao Vajda rendezésében, Heinz Rühmann, Nicole Courcel, Hubert von Meyerinck és Rudolf Rhomberg főszereplésével, Marcel Aymé 1941-ben megjelent  A faljáró című novellája alapján. A magyarországi mozikban 1962-ben mutatták be, magyar feliratokkal. Szinkronizált változatról nincs információ.

## Cselekmény
Buchsbaum úr (Heinz Rühmann), 3. osztályú kishivatalnok, alapvetően békés természetű, derűs ember, megbízhatóan végzi egyhangú munkáját, késedelmes adófizetőknek ír igen udvarias figyelmeztető leveleket, hogy rendezzék hátralékukat. Egy napon azonban új főnököt kap, a poroszosan katonás Pickler urat (Hubert von Meyerinck), aki felháborodik Buchsbaum leveleinek visszafogott és udvarias hangnemén. Durván leteremti Buchsbaumot, megalázó módon, kollégái füle hallatára. Buchsbaum panaszt akar tenni, de a hivatali bürokrácia gátjaiba ütközik. Hazafelé tartva az utcán véletlenül találkozik régi egyetemi professzorával (Henry Vahl), aki elmondja neki, hogy Buchsbaum volt egyik legszorgalmasabb és legintelligensebb tanítványa, és csalódottan hallja, hogy csak 3. osztályú hivatalnokságig vitte. Buchsbaum elpanaszolja, hogy mindig pontosan és lelkiismeretesen dolgozott, mégsem tudta sokra vinni. Nagy terveket kovácsolt, de mindig falakba ütközött. Professzor lehordja, hogy mindez csak kifogás attól, aki minden tantárgyból a legjobb jegyeket szerezte. Azzal búcsúzik Buchsbaumtól, hogy falak nem léteznek, csak neki nincs önbizalma.
Amikor Buchsbaum hazamegy, lakásában kimegy a biztosíték. Miközben a sötétségben az ajtó felé tapogatózik, hogy szóljon a házmesternek, egyszerre a lépcsőházban találja magát. Rádöbben, hogy át tud menni falakon. A felismerés megrémíti és elbizonytalanítja. Festőművész barátjának (Rudolf Rhomberg) tanácsára orvoshoz fordul, aki hiába vizsgálja, nem talál semmit rendkívülit, csak nyugtató tablettákat ír fel neki.
Másnap az irodában ismét konfliktusa támad Pickler úrral, aki büntetésből a raktárba küldi régi ügyiratokat pakolni. Buchsbaum felháborodik a méltánytalanságon. A falon át bedugja a fejét a főnöki irodába, és jól megmondja a véleményét a főnöknek. Pickler úr nem hisz a szemének, hallucinációnak véli, idegösszeomlást kap és elviszik a mentők.
Buchsbaum megismerkedik új szomszédasszonyával, a francia Yvonne Steiner zongoratanárnővel (Nicole Courcel), egy harci pilóta özvegyével, aki egyedül neveli kislányát. Buchsbaum rögtön beleszeret. Kedvéért a falakon át bemegy a zálogházba, visszahozza Yvonne óráját, amelyet azért zálogosított el, hogy lakbért ki tudja fizetni. Ajándékot hoz Yvonne kislányának is. Amikor Yvonne-t egy idegen, fiatal és vonzó férfi kezdi látogatni, Buchsbaum kétségbeesik, jól berúg. A falakon átjárva hoz egy lopott nyakéket Yvonne-nak. A rémült nő a rendőrséget akarja hívni, Buchsbaum gyorsan „visszalopja” a nyakéket oda, ahonnan elhozta.
A szerelmében csalódott Buchsbaum teljesen elkeseredik. Éjjel a falakon átjárva egymillió márkát elhoz a bankból, de lelkiismeret-furdalása támad. Szól barátjának, a festőművésznek, vigye vissza a pénzt és vegye fel érte a becsületes megtalálót illető 10% jutalmat. A festőt azonban bedugják a fogdába, mert a rendőrség őt hiszi bankrablónak. Buchsbaum ezért éjjel újra bemegy a bank páncéltermébe, összepakol egy halom pénzt, de nem visz el semmit. A bankjegyekből megágyaz magának, és ott alszik. Reggel megtalálják és őt vetik börtönbe, festő barátját pedig elengedik, sőt megkapja az egymillió márka megtalálójának járó díjat is.
Buchsbaum a falon át ki-be járkál a börtönből, őrületbe kergetve az őröket és a börtönigazgatót. Végül láncra verve egy toronyba zárják. Buchsbaum, aki mindent maradéktalanul visszaszolgáltatott, méltánytalannak érzi sorsát, trükkös módon megint hazamegy. Rosszul érzi magát, szomszédasszonya, Yvonne orvost hív hozzá. Az orvos ugyanaz a fiatalember, aki Yvonne beteg kislányát látogatta, és akiről Buchsbaum azt hitte, ő Yvonne szeretője. A félreértés tisztázódik, Buchsbaum ismét szerelmes lesz Yvonne-ba. Másnap munkahelyén régi főnöke várja, aki örömmel közli Buchsbaummal, hogy előléptetik 2. osztályú hivatalnokká, sőt – mivel Buchsbaum  udvarias hangú figyelmeztető levelei nyomán sokkal több elmaradt adó folyt be, mint a kollégái által írt rideg levelek hatására – őt nevezik ki irodavezetőnek az ideggyógyintézetbe utalt Pickler úr helyére. Buchsbaum este átmegy Yvonne-hoz, virágcsokorral. Először a falon át akar bemenni, de hirtelen azt érzi, hogy a fal ismét átjárhatatlanná vált. Eltölti a boldogító tudat, hogy élete visszazökkent a normális kerékvágásba, megint bátran nekidőlhet a falnak, ahogy régen. Ezzel a boldog érzéssel csönget be Yvonne-hoz, hogy megkérje a kezét.

## Szereposztás
| Szerep                                | Színész                | Megjegyzés |
| ------------------------------------- | ---------------------- | ---------- |
| Herr Buchsbaum                        | Heinz Rühmann          |            |
| Yvonne Steiner, francia özvegyasszony | Nicole Courcel         |            |
| Marianne Steiner, Yvonne kislánya     | Anita von Ow           |            |
| Festőművész                           | Rudolf Rhomberg        |            |
| Herr Holtzheimer, jóságos irodafőnök  | Hans Leibelt           |            |
| Herr Pickler, katonás irodafőnök      | Hubert von Meyerinck   |            |
| Herr Fuchs, a „csúszómászó”           | Rudolf Vogel           |            |
| Herr Hirschfeld, az „intrikus”        | Peter Vogel            |            |
| Herr Hintz, a „piperkőc”              | Karl Lieffen           |            |
| Herr Katz, az „ügyes”                 | Max Haufler            |            |
| Herr Blum, a „számkukac”              | Hans Pössenbacher      |            |
| Herr Kropatschek, a „pesszimista”     | Michael Burk           |            |
| Orvos                                 | Ernst Fritz Fürbringer |            |
| Pszichiáter                           | Friedrich Domin        |            |
| Professzor (Buchsbaum régi tanára)    | Henry Vahl             |            |
| Frau Stiegler, vendéglősné            | Elfie Pertramer        |            |
| Herr Stiegler, vendéglős              | Richard Bohne          |            |
| Házmester                             | Eduard Loibner         |            |
| Klaus rendőrfelügyelő                 | Dietrich Thoms         |            |
| Börtönigazgató                        | Fritz Eckhardt         |            |

## Elismerések
Heinz Rühmann 1959-ben megkapta az Ernst Lubitsch-díjat német filmben nyújtott legjobb vígjátéki színészi teljesítményért. Ladislao Vajda 1960-ban kapta meg ugyanezt a díjat rendezői munkájáért.